# Ramon Carreté Mora
Ramon Carreté Mora (El Catllar, 29 de novembre de 1938 – Tarragona, 28 de novembre de 1990) fou un ceramista català.

## Inicis[calcitació]
Ramon Carreté Mora es formà a l'Escola d'Art de la Diputació de Tarragona, on estudià des de l'any 1952 al 1956, sota la protecció i el mestratge de l'escultor Lluís M. Saumells, que el feu anar a l'Escola Massana de Barcelona, on va estudiar ceràmica del 1956-1962, i li ensenyà els fonaments del coneixement artístic. Allí va ser alumne de Josep Llorens i Artigas i Francesc Albors. En acabar la carrera es perfilà com un dels integrants del grup de joves promeses. Junt amb Maria Bofill i Elisenda Sala va celebrar la primera exposició l'any 1963 i es presentà al Saló de Maig de Barcelona. Aquest mateix any instal·là el seu taller a casa seva, a Tarragona i començà a treballar, alternant la feina amb períodes de viatges.

## Aprenent arreu del món[calcitació]
Els viatges que realitzà Carreté li permeteren un gran coneixement de diversos països, així com un aprofundiment en els seus coneixements ceràmics, ja que normalment s'hi quedava un període llarg de temps, treballant en algun taller o poblet de ceramistes. L'any 1963 obtingué de la Diputació de Barcelona una beca per viatjar a Itàlia i presentà peces seves al Concurs Internacional de Ceràmica del municipi italià de Faenza. Realitzà diverses exposicions. L'any 1964 l'Institut Francès de Barcelona li atorga una beca per ampliar els seus estudis a París. També visità diversos països orientals per a conèixer les seves tècniques ceràmiques com Iran i Afganistan on estudià la ceràmica persa. A Pakistan i Karachi va restar dos mesos aprenent noves tècniques. Al Japó visità diversos tallers i conegué a Shoji Hamada el més gran ceramista japonès del moment. Del taller de Hamada va adquirir una sèrie de mostres d'esmalts i colors que aquest li havia donat, i li comprà una peça que constituí per sempre més el seu tresor més preuat. El Japó amb la seva serenor i el respecte màxim per la ceràmica va constituir una experiència definitiva per a Carreté i la seva concepció de la ceràmica. L'any 1964 treballà durant un mes a Egipte, en un centre ceràmic als afores del Caire.

## Barcelona i Tarragona[calcitació]
L'any 1964 exposà a la Sala Gaspar de Barcelona, juntament amb Benet Ferrer, Maria Bofill, Elisenda Sala i Vila Casas. Aquest mateix any participà en l'Exposició de Ceràmica Española organitzada per la Dirección de Bellas Artes al Casón del Buen Retiro de Madrid.
El 1966 se li encomanà la classe de ceràmica a l'Escola d'Art de la Diputació de Tarragona, on va ser professor fins a la seva mort l'any 1990. D'aquestes classes en ressurt com a més característic la seva intransigència i duresa, fet que va forjar uns molt bons deixebles.
Carreté va compaginar sempre la seva obra ceràmica amb pintures i dibuixos que segueixen mostrant els mateixos trets de les ceràmiques.
El 28 de novembre de 1990 moria a Tarragona Ramon Carreté i Mora, llegant el ple domini del seu llegat escultòric i el conjunt de l'obra de la seva propietat a la Diputació de Tarragona, la qual cosa es formalitzà abans de la seva mort davant de notari el 12 de novembre de 1990.
Actualment el Museu d'Art Modern de la Diputació de Tarragona conserva, custòdia i exhibeix l'obra de Ramon Carreté, donant així compliment a la voluntat de l'artista i formant part del patrimoni de la ciutat de Tarragona i la seva província.

## Estil
En paraules de M. Dolors Giral, Conservadora en Cap del Museu de Ceràmica de Barcelona:
| « | "[…] En les seves obres està present la contradicció: la suavitat i la fermesa, la pedra i l'aigua... i al fons de tot, el foc, la gran força, determinant en ceràmica i que l'apassionava. Per això la seva obra, tot i ésser moltes vegades de caràcter molt escultòric, és sempre, indefugiblement, ceràmica. Pel fang amb les seves textures, pels esmalts i la seva vida i pel foc que definitivament ho purifica tot, Ramon Carreté va ésser autènticament i en definitiva, ceramista". | » |